# LEGEND of 90's J-ROCK「LIVE BEST & CLIPS」
『LEGEND of 90's J-ROCK「LIVE BEST & CLIPS」』（レジェンド・オブ・ナインティーズ・ジェイロック ライブ・ベスト・アンド・クリップス）は、ビーイングがプロデュースし発売された映像作品集である。2012年8月8日発売。

## 概要
- 2012年に、かつて1990年代にビーイングで活躍したT-BOLAN・DEEN・B.B.クィーンズ・FIELD OF VIEWが、「BEING LEGEND Live Tour 2012」と題したライブツアーを開催することが決定したことに伴い企画されたDVDの一つである。
- T-BOLAN・WANDSは同時期にライブ映像とビデオクリップ集を同梱した2枚組DVD、DEENは「DEEN THE GREATEST CLIPS 1993-1998」「DEEN THE GREATEST CLIPS 1998-2002」などのビデオクリップ集が過去に発売されているため、収録作品は最低限かつ別バージョンを収録するなどの配慮[2]がなされており、当該作品では、それら以外の1990年代にビーイングで活動していたアーティスト（MANISH・ZYYG・REVなど）のPVやライブ映像を中心に収録している。全ての収録映像の音源は1990年代が多数を占めているため、リマスタリングが施されている。
- 収録アーティストの活動していた1990年代は、PAMELAHの「VIDEO CLIP」などの一部例外を除き、ビーイングのアーティストのビデオクリップの商品化が積極的に行われていなかった時代であり、収録曲のほとんどが「NO.」「CD NEWS」などで放送されていたものの、長年VHS化やDVD化に至っていなかったため、ほぼ全収録曲がDVDでの初収録となる[1][3]。
- 同時発売された「T-BOLAN BEST LIVE & CLIPS」と「WANDS BEST LIVE & CLIPS」の構成と同様にDISC.1にはライブ映像を、DISC.2にはビデオクリップを収録している。

## 収録曲

### DISC 1 -BEST LIVE-
1. Bye For Now / T-BOLAN（T-BOLAN 4th Tour “LIVE HEAVEN 1993 -HEART OF STONE”）
作詞・作曲：森友嵐士
1番の冒頭では、森友は歌わずサビを観客が大合唱するシーンから始まる。
2. 離したくはない / T-BOLAN（T-BOLAN 4th Tour “LIVE HEAVEN 1993 -HEART OF STONE”）
作詞・作曲：森友嵐士
3. じれったい愛 / T-BOLAN（T-BOLAN 4th Tour “LIVE HEAVEN 1993 -HEART OF STONE”）
作詞・作曲：森友嵐士
4. もっと強く抱きしめたなら / WANDS（LIVE-JUNK#1 KEEP MY ROCK'N ROAD）初商品化。
作詞：上杉昇・魚住勉　作曲：多々納好夫
5. 愛を語るより口づけをかわそう / WANDS（LIVE-JUNK#2 PIECE OF MY SOUL）初商品化。
作詞：上杉昇　作曲：織田哲郎
6. 世界が終るまでは… / WANDS（LIVE-JUNK#2 PIECE OF MY SOUL）初商品化。
作詞：上杉昇　作曲：織田哲郎
7. 瞳そらさないで / DEEN（DEEN LIVE JOY Special YOKOHAMA ARENA 2000）
作詞：坂井泉水　作曲：織田哲郎
8. このまま君だけを奪い去りたい / DEEN（DEEN LIVE JOY Special YOKOHAMA ARENA 2000）
作詞：上杉昇　作曲：織田哲郎
9. 翼を広げて / DEEN（DEEN LIVE JOY Special YOKOHAMA ARENA 2000）
作詞：坂井泉水　作曲：織田哲郎
*DEENの3つのライブ映像は「DEEN LIVE JOY Special YOKOHAMA ARENA」からそのまま収録。
10. 突然 / FIELD OF VIEW（Live Horizon ver.1）
ライブ当時の1996年に「No.」「CD NEWS」などで一部が放送されたことがある。Musingで12曲が配信販売されていた[4]中からのセレクトによる収録で初DVD化となる。
作詞：坂井泉水　作曲：織田哲郎
11. DAN DAN 心魅かれてく / FIELD OF VIEW（Live Horizon ver.1）
初商品化。
作詞：坂井泉水　作曲：織田哲郎
12. 君がいたから / FIELD OF VIEW（Live Horizon ver.1）
初商品化。
作詞：坂井泉水　作曲：織田哲郎
13. It's My Treat / 栗林誠一郎（栗林誠一郎 LIVE TOUR “No Pose”）後にWANDS「Secret Night 〜It's My Treat〜」の原曲となった楽曲。
かつてMusing(旧：BGV)で配信販売されていた映像[4]の初DVD化。フルサイズでの収録。
作詞・作曲：栗林誠一郎
14. Canaria～カナリヤ～ / 栗林誠一郎（栗林誠一郎 LIVE TOUR “No Pose”、原曲：ZARD）
初DVD化。
作詞：坂井泉水　英訳詞・作曲：栗林誠一郎
15. 君がいない / 栗林誠一郎（栗林誠一郎 LIVE TOUR “No Pose”）後にZARD「君がいない」の原曲となった楽曲。
初DVD化。
作詞・作曲：栗林誠一郎

### DISC 2
1. おどるポンポコリン / B.B.クィーンズ
作詞：さくらももこ　作曲・編曲：織田哲郎
2. ギンギラパラダイス / B.B.クィーンズ
作詞：長戸大幸　作曲・編曲：織田哲郎
3. ぼくらの七日間戦争〜Seven Days Dream〜 / B.B.クィーンズ
作詞：長戸大幸　作曲・編曲：織田哲郎
B.BクイーンズのPVは全て初商品化。3曲目まで全曲フルサイズで収録。
4. Shiny Day / 川島だりあ
作詞：川島だりあ　作曲・編曲：西田昌史
川島だりあのPVはいずれも初商品化。フルサイズでの収録。
5. Don't Look Back / 川島だりあ
作詞・作曲：川島だりあ　編曲：西田昌史・倉田冬樹
6. Good-bye to you / 栗林誠一郎
作詞：高樹沙耶　作曲：栗林誠一郎　編曲：栗林誠一郎・明石昌夫
初商品化。フルサイズでの収録。
7. OH SHINY DAYS / TWINZER
作詞：小田佳奈子　作曲：織田哲郎　編曲：TWINZER
過去に配信サイト「Musing」で販売されていた[5]が今作で初円盤化。コーラスで参加したWANDSの上杉昇の歌唱シーンも収録。
8. 恋のナースステーション / 中畑幾久子
作詞：中畑幾久子　作曲・編曲：織田哲郎
ドラマ「ナースステーション」主題歌で初商品化・フルサイズでの収録。中畑幾久子は後にBAJIのメインボーカル中沢晶として再デビューしている。
9. 声にならないほどに愛しい / MANISH
作詞：上杉昇　作曲：織田哲郎　編曲：明石昌夫
MANISHのPVは全て初商品化。フルサイズで収録。
10. ゆずれない瞬間 / MANISH
作詞：高橋美鈴　作曲：栗林誠一郎　編曲：明石昌夫
MANISHでの数少ないアルバム曲のフルクリップ。初商品化。
11. だけど止められない / MANISH　(TVオンエアサイズ)
作詞：高橋美鈴　作曲：西本麻里　編曲：明石昌夫
12. もう誰の目も気にしない / MANISH　(TVオンエアサイズ)
作詞：小田佳奈子　作曲：西本麻里　編曲：明石昌夫
13. 明日のStory / MANISH　(TVオンエアサイズ)
作詞：高橋美鈴・井上留美子　作曲：西本麻里　編曲：明石昌夫
14. 走り出せLonely Night / MANISH　(TVオンエアサイズ)
作詞：高橋美鈴　作曲：栗林誠一郎　編曲：明石昌夫
15. 煌めく瞬間に捕われて / MANISH　(TVオンエアサイズ)
作詞：高橋美鈴・川島だりあ　作曲：川島だりあ　編曲：明石昌夫
一度「THE BEST OF TV ANIMATION SLAM DUNK〜Single Collection〜」付属のDVDにて「No.」でのオンエアPVがDVD化されているが、放送当時のテロップもそのままの状態だったため、純粋なPVのみでのDVD化は初になる。
16. 君が好きだと叫びたい / BAAD　
作詞：山田恭二　作曲：多々納好夫　編曲：明石昌夫
17. メとメで伝心 / SO-FI　(TVオンエアサイズ)
作詞：岩切玲子　作曲・編曲：大島こうすけ
18. 「愛してる」を云わせたい / SO-FI　(TVオンエアサイズ)
作詞：小田佳奈子　作曲・編曲：大島こうすけ
19. このまま君だけを奪い去りたい / DEEN　
作詞：上杉昇　作曲：織田哲郎　編曲：葉山たけし
1番Bメロ途中から始まるバージョンで、1993年の発売当時に「No.」などで放送されたサイズ・バージョンそのままで収録。「DEEN THE GREATEST CLIPS 1993-1998」に収録された1998年のバージョンとは別バージョンとなる。
20. 翼を広げて / DEEN　(TVオンエアサイズ)
作詞：坂井泉水　作曲：織田哲郎　編曲：葉山たけし
1993年の「No.」などで放送されたバージョンをそのまま収録。1996年のライブ映像に差し替えられて収録された「DEEN THE GREATEST CLIPS 1993-1998」とは別バージョン。
21. Memories / DEEN　(TVオンエアサイズ)
作詞：池森秀一・井上留美子　作曲：織田哲郎　編曲：葉山たけし
1993年の発売当時に「No.」などで放送されたバージョンをほぼそのまま収録。1996年のライブ映像に差し替えられて収録された「DEEN THE GREATEST CLIPS 1993-1998」とは別バージョン。
22. 永遠をあずけてくれ / DEEN　(TVオンエアサイズ)
作詞：川島だりあ　作曲：栗林誠一郎　編曲：葉山たけし
1番のBメロから始まっており、1993年の発売当時の「No.」で放送された長さそのまま(1:10)で収録。
田川加入後のバージョンで収録されているが、「DEEN THE GREATEST CLIPS 1993-1998」では田川にアップになっているカットが今作では倉澤がアップになっている。
23. 瞳そらさないで / DEEN　(TVオンエアサイズ)
作詞：坂井泉水　作曲：織田哲郎　編曲：葉山たけし
1994年のシングル発売当時に「CD NEWS」などで放送されたバージョンをほぼそのまま収録。1998年の「SINGLES+1」のために制作されたバージョンとは別バージョンとなる。
24. 君が欲しくてたまらない / ZYYG　(TVオンエアサイズ)
作詞：上杉昇　作曲：織田哲郎　編曲：栗林誠一郎
25. 風にまぶしい / ZYYG　(TVオンエアサイズ)
作詞：高山征輝　作曲・編曲：栗林誠一郎
26. 果てしない夢を / ZYYG,REV,ZARD & WANDS featuring 長嶋茂雄　(TVオンエアサイズ)
作詞：上杉昇・坂井泉水　作曲：出口雅之　編曲：明石昌夫
初商品化。ZYYGの高山征輝・栗林誠一郎・REVの出口雅之・WANDSの上杉昇が当該曲をレコーディングしている映像を中心に収録。収録されたバージョンでは、レコーディング中の坂井泉水が映像に登場するものの、1993年の発売時点では坂井の直接の歌唱映像の公開はされていなかった。後年坂井逝去後の2011年に開催された追悼ライブ「What a beautiful memory 〜forever you〜」において坂井の当該曲の歌唱映像が初公開され、当時の巨人軍の長嶋茂雄監督とのレコーディングの様子と共にDVDにも収録されたため、当作品には男性ボーカルのみが歌唱する発売当時のバージョンが収録となった。
27. 甘いKiss Kiss / REV　(TVオンエアサイズ)
作詞・作曲：出口雅之　編曲：葉山たけし
REVのビデオクリップはいずれも初商品化。
28. 幾千もの情熱 / REV (TVオンエアサイズ)
作詞・作曲：出口雅之　編曲：葉山たけし
29. Don't let me down / 柳原愛子 (TVオンエアサイズ)
作詞・作曲：川島だりあ　編曲：池田大介
30. きっと ふたり 会えてよかった / 柳原愛子 (TVオンエアサイズ)
作詞：向井玲子　作曲：栗林誠一郎　編曲：池田大介
夜のリハーサルスタジオで、ジャケットを着用した柳原が、バックバンドとPV撮影の途中で雑談する姿や歌唱する様子を収録。ほぼ同じ長さの映像が「No.」で流れており、ほぼそのままの長さで収録。
31. Tears / 森下由実子 (TVオンエアサイズ)
作詞：向井玲子　作曲：川島だりあ　編曲：明石昌夫
32. SOMEBODY TO BELIEVE / 森下由実子 (TVオンエアサイズ)
作詞：向井玲子　作曲：川島だりあ　編曲：明石昌夫
33. 夢のENDはいつも目覚まし! / B.B.クィーンズ (TVオンエアサイズ)
作詞：長戸大幸　作曲：織田哲郎　編曲：葉山たけし
34. Please Please Me, LOVE / Mi-Ke (TVオンエアサイズ)
作詞：上杉昇　作曲・編曲：栗林誠一郎
Mi-KeのPVで唯一レコーディング中の様子を捉えたPV。終始CDジャケットと同じ紫色の映像効果が施されている。一度「Mi-Ke CLIPS」でDVD化されているが、後年に実質廃盤となったため一時入手困難であった。しかし当該作の発売により、シングルPVがほぼ収録されているDVDが付属する「Mi-Ke Golden Hits 〜20th Anniversary〜」と合わせる事で、Mi-KeのPV入手が容易となった。
35. 抱きしめたいもう一度 / BAAD
作詞：山田恭二　作曲：川島だりあ　編曲：明石昌夫
36. 抱きしめたい / REV
作詞・作曲：出口雅之　編曲：葉山たけし
ボーカルの出口雅之がギターをプレイしながら、円形でのフォーメーションで並んだバンドメンバーと、バンドスコアを床に置いた状態で、モノクロ映像で歌唱する姿を収録。1番のオープニングから始まり、2番のAメロ・Bメロ・サビはカットで最後のサビからラストまでを収録。このサイズでフルクリップである。初商品化。
37. Break Down / REV
作詞・作曲：出口雅之　編曲：葉山たけし
REVのPVで唯一フルクリップで制作された。1994年にREVとしての活動停止に伴い最後のシングルとなったため、REVとしての最後のPVとなる。
38. LOOKING FOR THE TRUTH / PAMELAH
作詞：黒澤摩璃子　作曲・編曲：小澤正澄
「VIDEO CLIP」でVHS化されていたが、長年DVD化が実現していなかったため、当該作がPAMELAHのPVでは初のDVD化となった。
39. SPIRIT / PAMELAH
作詞：水原由貴　作曲・編曲：小澤正澄
40. 突然 / FIELD OF VIEW
作詞：坂井泉水　作曲：織田哲郎　編曲：葉山たけし
FIELD OF VIEWのPVは全て解散時に発売された「VIEW CLIPS 〜Memorial Best〜」からそのまま収録。
41. DAN DAN 心魅かれてく / FIELD OF VIEW
作詞：坂井泉水　作曲：織田哲郎　編曲：葉山たけし
42. ぜったいに 誰も / ZYYG
作詞：高山征輝　作曲：織田哲郎　編曲：ZYYG